# Újhelyi Nándor
Újhelyi Nándor, néhol Ujhelyi, írói álnevein Franz Kammerlohr, Ferdinand Ujhelyi (Budapest, 1888. március 17. – London, 1933. július 29.) magyar író, újságíró, színpadi szerző, forgatókönyvíró.

## Élete
Tanulmányait szülővárosában végezte. 1909-től jelentek meg elbeszélései és kritikái a Huszadik Század, valamint az Új Idők című folyóiratban. 1913-ban humoros novellája jelent meg az Élet című folyóiratban, 1914-ben az A Toll című folyóirat közölte Aforizmák magyar politikusokról című írását. Publikált a Magyar Figyelő című folyóiratban is, például Tabán című regénye 1914-ben  folytatásokban itt jelent meg, és a folyóirat 1916-ban is közölte egy elbeszélését.
1917. decemberben az Otthon Kör rendes tagja lett.
Első bemutatott színpadi darabja az Őfensége kalapja című vígjátéka volt, amelynek bemutatója 1917. május 12-én volt a Magyar Színházban. A bemutató elismerő kritikát kapott. Ugyancsak a Magyar Színházban mutatták be 1917-ben a Cserebere című darabját. 1918-ban az Intim Kabaré mutatta be A bunda című egyfelvonásos vígjátékát. 1919. december 18-án mutatta be a Madách Színház az 1.000.000.000 című komédiáját Péchy Blankával a főszerepben. 1921. májusban az Apolló Kabaré mutatta be Gyöngyvirág című vígjátékát, 1922. decemberben az Andrássy úti Színházban volt a Vízpróba című bohózatának bemutatója Kökény Ilona és Kabos Gyula főszereplésével, és ugyanebben a hónapban mutatták be a Tetemrehívás című bohózatát is.
Legnagyobb sikereit az 1920-as években érte el. Egy 1923-as könyvtári felmérés szerint a 30. legolvasottabb szerző volt, a magyar szerzők között a hetedik legnépszerűbb (Jókai Mór, Karinthy Frigyes, Mikszáth Kálmán, Ady Endre, Bíró Lajos és Beniczkyné Bajza Lenke után).
Írásainak erotikus tartalma miatt először 1918-ban került összetűzésbe a törvénnyel amikor az Egy férfi szerelmei című könyvét „nyomtatvány útján elkövetett szemérem ellen való vétség” miatt az államrendőrség elkobozta, és a kiadónál, valamint a nyomdánál levő összes példányt lefoglalta. A könyv miatt vád alá helyezték, azonban a könyv lefoglalásáról szóló határozatot visszavonták. Erotikus könyvei miatt ezt követően is többször perbe fogták és elítélték. 1923-ban A nők ura című regénye miatt istenkáromlásért és közszemérem ellen való vétségért félévi fogházbüntetésre ítélték. 1924. novemberben a Mire a leányból asszony lesz című regénye miatt ítélték el szemérem elleni vétségért háromhavi fogházra. 1924. decemberben először betiltották, majd engedélyezték az „A miről beszélnek és a miről hallgatnak” című előadását a Zeneakadémián. 1925. márciusban újabb kétheti fogházbüntetésre ítélték. A büntetések letöltése elől Ausztriába menekült, majd Berlinben, Párizsban és Londonban élt. 1929-ben emiatt elfogatóparancsot adtak ki ellene, a körözés szerint „különös ismertetőjele, hogy feltűnően kövér, egyik szeme bandzsal és monoklit visel”. Karinthy Frigyes a neves írók, művészek, politikusok jellemzése során őt egy falusi plébánoshoz hasonlította.
1930-ban a magyar körözés alapján a bécsi rendőrség letartóztatta, majd óvadék ellenében szabadlábra helyezték, és pár hónappal később Ausztria megtagadta a kiadatását. Magyarországon fellebbviteli tárgyalást tartottak az ügyében, ahol felmentették, a körözést visszavonták, priuszát törölték.
Franz Kammerlohr álnéven készített színművei nagy sikernek örvendtek Nyugat-Európában, főleg Németországban, a korabeli szóbeszéd szerint különböző nevek alatt egyszerre három színművét is játszották Berlinben. Számos színművét Budapesten is játszották.
1933-ban Londonba költözött, ahol új filmjét kezdték forgatni. Itt halt meg váratlanul cukorbajból eredő savmérgezésben. Londonban a Hendon-parki temetőben temették el. Temetésén részt vett Bárdossy László akkori londoni követségi tanácsos, későbbi miniszterelnök, valamint Lengyel Menyhért és Bíró Lajos is.
Halála után, 1933-ban mutatták be az Őfensége kalapja című darabja alapján készült német filmet Barátom a milliomos címmel.
1944. májusban A magyar szellemi életnek a zsidó szerzők írói műveitől való megóvása című 10.800/1944 M.E. számú rendelet alapján műveit a forgalomból kivonták és megsemmisítették.
1952-ben az életműve szinte teljes egészében rákerült az „Elavult könyvek listájára”. Műveit a rendszerváltásig csak a külön engedéllyel rendelkezők olvashatták az Országos Széchenyi Könyvtárban.

## Művei
- Arisztokratizmus (elb., Budapest, 1914);
- 1914 (r., Budapest, 1914);[34]
- Őfensége kalapja (komédia, Budapest, 1917);
- Cserebere (bohózat, Budapest, 1917);
- Távozás a halott városból (1917)[35]
- A bunda (kabaré, Budapest, 1918);
- Egy férfi szerelmei (r., Budapest, 1918);
- 1.000.000.000 (komédia, Budapest, 1919)
- A. B. C. (detektívregény, 1921);
- Gyöngyvirág (vígjáték, Budapest, 1921)
- Akit a férfiak szeretnek (r., Budapest, 1921);
- Aladdin lámpása (r., Budapest, 1921);
- Egy szerelmes ifjú története (r., 1921);
- Jack Fun császársága (r., Budapest, 1921);
- Egy Don Juan, akit megszállott az ördög (Budapest, 1921)
- A három detektív (r., Budapest, 1922)
- A kétneműek (r., Budapest, 1922)
- A hercegnő (r., Budapest, 1922)
- Nyári vihar (színdarab, 1922)
- Vízpróba (bohózat, 1922)
- Tetemrehívás (bohózat, 1922)
- Az asszony, aki nem öregszik (1923)
- A nők ura (r., Budapest, 1923);
- Mire a leányból asszony lesz (1923);
- Hogyan gazdagodtam meg én? (1923)
- Szerelem forradalma (1923)
- A Dzsin (r., Budapest, 1923)
- Akit a nők szeretnek (1924);
- Feleségem, feleséged: feleségünk (1924);
- Európai Egyesült Államok Részvénytársaság (1925);
- Szenzációs regény (1925);
- Pesti cirkusz (1925)
- Korunk szenvedélyei (regényciklus, 1925–1926): Pénzt és nőt (1925); Színésznő dicsősége és szerelme (1926); Minden gyönyört (1926)

Német nyelvű színdarabjai (Franz Kammerlohr néven)
- Bargeld lacht
- Tempo über Hundert

Fordításai
- Marès Jolanthe: Egy asszony, aki úgy él, mint a férje (Dela Steinthal) (1925)
- Bettauer Hugó: Asszonyvásár (1925)
- Marès Jolanthe: Szenvedély, amely öl (1925)
- Heller Frank: 1002 éjszaka (1925)

## Film forgatókönyvei
- A nászdal (1917)
- Die große Abenteuerin (1928)
- Mein Freund, der Millionär (1932)
- Készpénz nevet (rendezője Korda Zoltán) (1933)[36]

## Publikációi
- Szanin (Huszadik Század, 1909. 1. szám, 281. oldal)
- Just Zsigmond irodalmi arcképe (Magyar Figyelő, 1911. 12. szám)[37]
- Egy levél (Új Idők, 1912. 38. szám 285. oldal)
- Anatole France: A fehér kövön. Epikuros kertje (ismertetés, Nyugat, 1912. 1071. lap)
- Giovanni Papini: A beteg úriember utolsó látogatása (Nyugat, 1912. 471. lap)
- Lavotta visszatérése (Új Idők, 1913. március)[38]
- Aranyásó kalandja oroszlánbőrben (Új Idők, 1916. 16. szám 381. oldal)
- Aranyásó és Virginia (Új Idők, 1916. 21. szám 500. oldal)
- A mindentudó ötkoronás (Új Idők, 1916. június 18.)[39]
- A spittlecountry-i rejtély (Új Idők, 1916. 35. szám 196. oldal)
- Szerelmi emlény Polinéziából (Új Idők, 1916. szeptember)[40]
- Lady Kentucky csodálatos szokásai (Új Idők, 1916. 46. szám 468. oldal)
- Rózsadomb (Új Idők, 1917. 6. szám 139. oldal)
- Aranyásó, mint diplomata (Új Idők, 1917. 13. szám 300. oldal)
- Őfensége kalapja (részlet a komádiából: Új Idők, 1917. 21. szám 469. oldal)
- Zsuzsa férjhez adja a mamáját (Új Idők, 1918. 47. szám 425. oldal)
- Himfi szerelmei (Új Idők, 1919. 3. szám 56. oldal)